# Asplenium amplum
Asplenium amplum là một loài dương xỉ trong họ Aspleniaceae. Loài này được Willd., Kuhn mô tả khoa học đầu tiên năm 1868.
Danh pháp khoa học của loài này chưa được làm sáng tỏ. 